# Musée de l'électricité (Lisbonne)
Le musée de l'électricité est un musée créé en 1990 par la compagnie d'électricité portugaise Energias de Portugal (EDP). Entièrement consacré à l'électricité, il est situé à Lisbonne dans une ancienne centrale thermique Central Tejo. Le musée a fait l'objet d'une importante rénovation dans les années 2000 et a rouvert au public en 2006. Il est géré aujourd'hui par la Fondation EDP (pt) et a été intégré au musée d'Art, Architecture et Technologie (MAAT).

## Historique
Le musée présente l’évolution des énergies au fil du temps. En outre, ses locaux accueillent un centre culturel fondé sur le concept d’un musée des sciences et d'archéologie industrielle, où les expositions thématiques et expérimentales côtoient les manifestations culturelles et événementielles, voire entrepreneuriales, de tout ordre.
Le musée est situé dans l’arrondissement de Belém sur des terrains que la ville a conquis sur le Tage à la fin du XIXe, un quartier touristique qui regroupe certains des plus importants monuments historiques de Lisbonne. On y trouve entre autres : le monastère des Hiéronymites (Mosteiro dos Jerónimos); le centre culturel de Belém (Centro Cultural de Belém), la tour de Belém (Torre de Belém), le Monument aux Découvertes (Padrão dos Descobrimentos), le palais et le musée de la présidence de la République, le musée des Carrosses (Museu dos Coches) ou encore la Corderie Nationale (Cordoaria Nacional).
Le bâtiment du musée de l’Électricité est classé « d’intérêt public », sachant qu’il occupe tout le périmètre d’une ancienne centrale thermoélectrique, la Central Tejo, qui a éclairé la ville de Lisbonne pendant plus de quatre décennies.
C’est en 1990 que le musée de l’électricité y a vu le jour. Dix ans plus tard, les bâtiments et les équipements qui l’intègrent ont été soumis à de nouveaux aménagements. Si bien qu’il a rouvert ses portes au public en 2006, non seulement restauré mais proposant aussi une nouvelle approche et d’autres offres muséologiques. Une exposition permanente explique le fonctionnement de cette ancienne centrale à travers les appareils originaux qui la faisait tourner, ainsi que le cadre de travail au sein de cette unité de production électrique. Des expositions temporaires (peinture, sculpture, photo, etc.) et des espaces didactiques, y compris ludiques, misent sur la question des énergies où interviennent des jeux pédagogiques, les présentations d’énergie solaire à l’extérieur, les pièces de théâtre, les concerts, les conférences, etc.
Le musée de l’électricité appartient aux biens et à la structure de la Fundação EDP, fondation qui intègre le groupe EDP - Energias de Portugal, SA.

## Architecture
Tout l’ensemble occupé par la « Central Tejo » correspond à la centrale thermoélectrique qui approvisionnait autrefois Lisbonne et sa région en électricité. Il bâtiment est un des plus beaux exemplaires de l’architecture industrielle de la première moitié du XXe siècle au Portugal. C’est pourquoi un décret gouvernemental l’a déclaré « d’intérêt public » en 1986.
La « Central Tejo » a été bâtie entre 1908 et 1951, d’où ses successives phases d’expansion au cours de ce laps de temps. Sa structure obéit à l’architecture occidentale du fer revêtue de briques, marquant et décorant les façades qui dénotent plusieurs styles artistiques comme l’Art nouveau, au niveau des bâtisses les plus anciennes (bâtiment de basse-pression), ou le classicisme au niveau des constructions les plus contemporaines (bâtiment de haute-pression). Face à l’essor de la centrale il a fallu lui adjoindre de nouveaux terrains et bâtiments mitoyens qui englobent aujourd’hui le vaste ensemble industriel ouvert à des fins culturelles avec le fleuve Tage en toile de fond.
En raison de son état de conservation, entre 2001 et 2005 le musée a été soumis à des travaux de réfection afin d’en consolider la structure, de traiter les façades et la mécanique installée à l’intérieur et, du même coup, de rénover le projet muséologique.

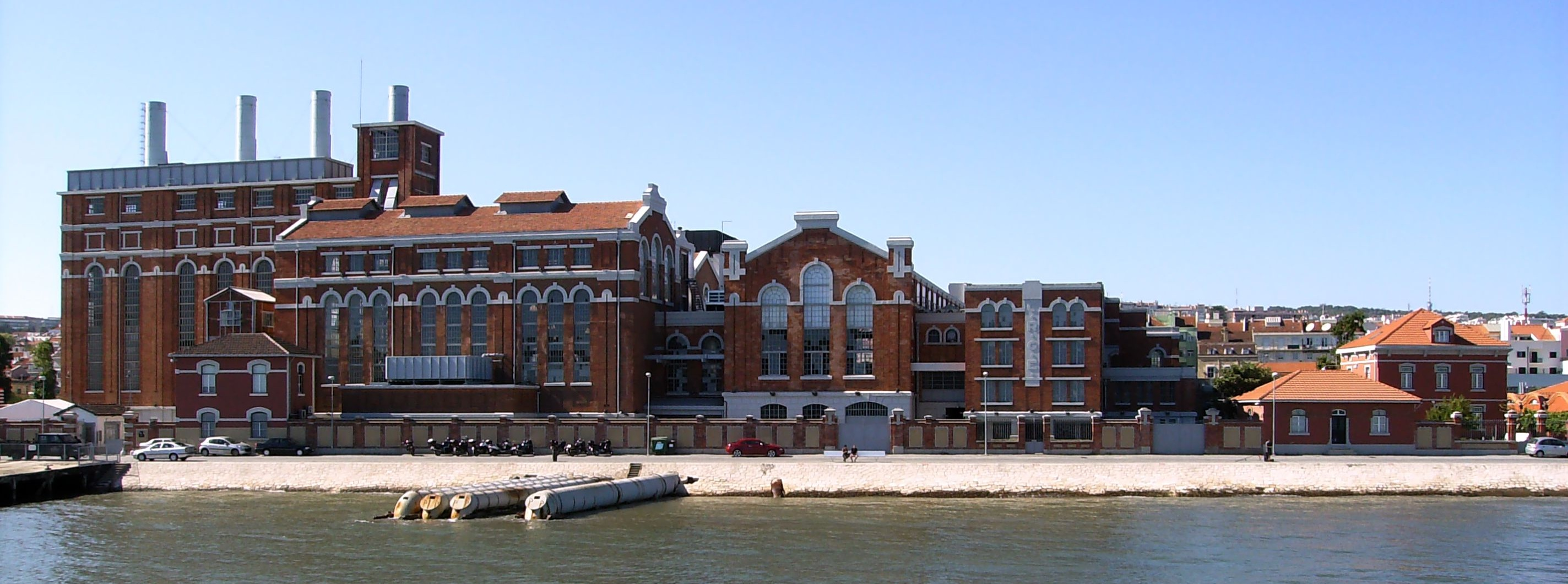
« Central Tejo », l’actuel musée de l’électricité – vue du Tage.

## Visite virtuelle

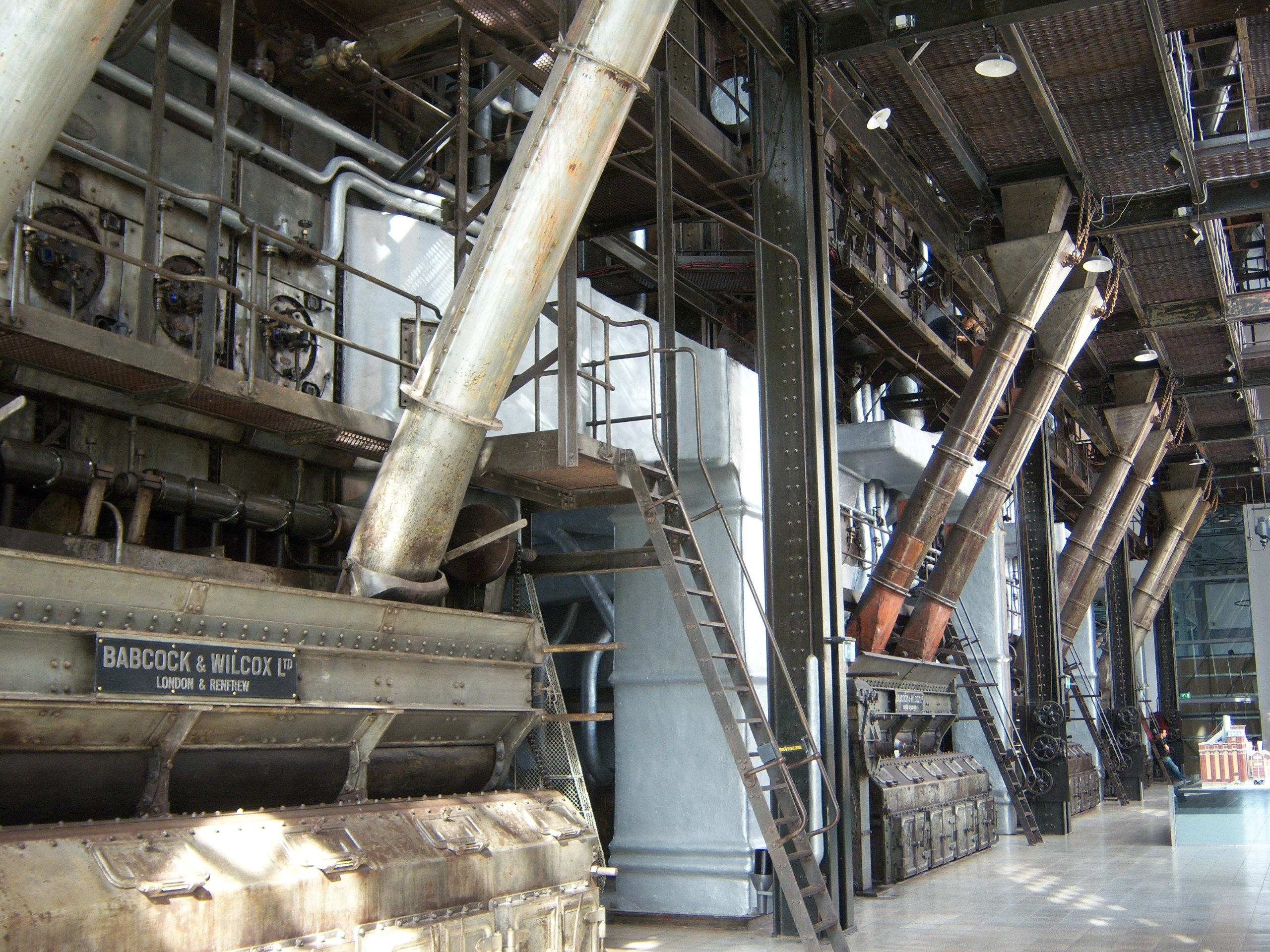
Salle des Chaudières

La place dite du charbon est le point de départ. C’est ici que les visiteurs sont accueillis et que se trouve l’espace consacré aux expositions et aux manifestations. Dans le temps, c’est à cet endroit-là qu’étaient déversées les tonnes de charbon qui, arrivées par le fleuve, alimentaient les chaudières. La place du charbon présente également plusieurs éléments à voir, tels que le tamis, les silos et les portiques de levage assurant le brassage et l’acheminement du charbon vers les chaudières de haute-pression dans la zone surélevée du bâtiment.
L’accès à l’intérieur du complexe industriel se fait à travers la salle des expositions, c’est-à-dire l’ancien bâtiment des chaudières de Basse-Pression. Aujourd’hui c’est un espace dégagé où se déroulent les expositions temporaires et où sont visibles les conduites d’expansion de la vapeur ainsi que les silos à charbon des anciennes chaudières, qui n’existent plus.
De celle-ci on accède à la salle des chaudières, c’est-à-dire l’ancien bâtiment des chaudières de haute-pression. Là se trouvent quatre imposantes chaudières d’environ 30 mètres de hauteur, avec leurs panneaux de contrôle, les circuits d’aération et de carburant, les ventilateurs, etc.
La chaudière nº 15 exposée a été préparée à des fins muséologiques et permet aux visiteurs de pénétrer dedans afin d’en découvrir la structure et les pièces intérieures (grille mécanique, parois de Bailey, brûleurs de naphte, canalisations pour chauffer l’eau, etc.). Outre les chaudières, cet ample espace présente l’histoire de la construction de la « Central Tejo » et fait une première ébauche des dures conditions auxquelles étaient exposés les travailleurs.

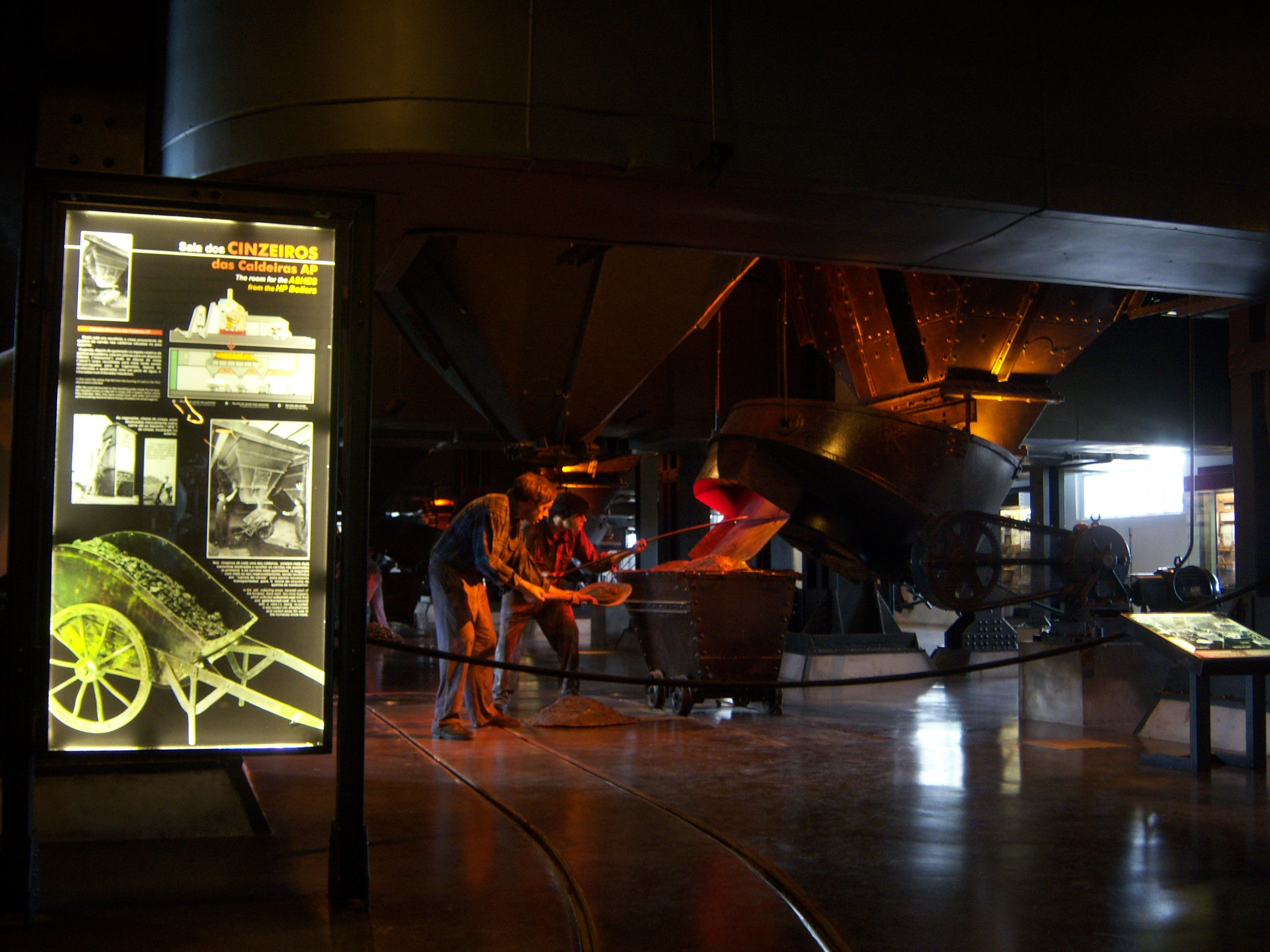
Vue d’ensemble de la Salle des Cendriers des Chaudières de haute-pression.

L’étage inférieur donne sur la salle des cendriers, espace qui recevait les cendres du charbon déjà brûlé ou restant à brûler. Là les conditions de travail étaient particulièrement difficiles compte tenu de la chaleur ambiante et de l’inhalation des cendres issues du charbon brûlé. Mais l’approche au monde du travail ne s’arrête pas là, il y est encore question du travail à la forge, de charpenterie et du transport, ainsi que de la qualité et de l’origine des charbons employés.
La visite se poursuit jusqu’à la salle des épreuves, qui est répartie en trois sections : la première met l’accent sur les sources d’énergie (renouvelables et fossiles) ; la deuxième s’occupe des scientifiques qui dans l’ordre chronologique ont permis de faire avancer la production d’énergie électrique ; puis, la troisième propose d’« apprendre en jouant », on y trouve différents types de modules pédagogiques et de jeux ayant trait à l’électricité. Cet espace de diversion et d’apprentissage intervient en fin de visite guidée dans le but de permettre aux visiteurs de comprendre comment utiliser au mieux l’énergie qu’ils consomment et les connaissances acquises à travers ce parcours au musée.
Cette salle mène ensuite à la salle de l’eau. Ici tout comme dans la Salle des Machines, la suivante, le discours muséologique est calqué sur celui des chaudières et perceptible vu les tubes peints de différentes couleurs qui passent entre les machines, au niveau des murs et du plafond. À chaque couleur correspond le fluide qui circulait dedans : vapeur sèche, vapeur humide, eau, etc.
La Salle de l’Eau fait également état du procédé consistant à traiter l’eau à injecter ensuite dans les chaudières. Les machines en place sont des électropompes, des épurateurs, des filtres ou des distillateurs qui remontent aux années 1940.
Puis c’est au tour de la salle des condensateurs, où sont exposés les condensateurs destinés à la réfrigération de la vapeur, ainsi que les pompes qui permettaient de pomper l’eau du fleuve, cette source froide indispensable au bon fonctionnement de la centrale thermoélectrique. Au fond de la salle, outre les disjoncteurs des groupes électrogènes de la centrale, une exposition permanente intitulée Visages de la centrale Tejo rend hommage aux travailleurs qui ont fait tourner la centrale, en présentant des photographies et des matériaux audiovisuels qui évoquent leur activité et la façon dont se déroulait leur travail.
À l’étage au-dessus des condensateurs se situe la salle des générateurs, où sont exposés deux des cinq groupes de turboalternateurs dont la centrale disposait. L’un d’eux a été préparé à des fins muséologiques, la coque ouverte met en évidence ses éléments constituants et permet aux visiteurs de saisir comment était générée l’énergie électrique.
Enfin le périple s’achève dans la salle des commandes, situé à un palier supérieur. C’était à partir de là qu’étaient contrôlés les générateurs, ainsi que le poste électrique et l’acheminement de l’électricité vers le réseau. Aujourd’hui c’est devenu une autre zone d’expériences où les guides du musée expliquent l’histoire de la production électrique en s’appuyant sur des exemples pratiques et du quotidien, comme le rôle du citron dans les batteries, le processus inhérent aux énergies renouvelables ou l’allègement de la démarche productive de la centrale à proprement parler, en ayant recours à une bonbonne de gaz et une cocotte-minute, le tout dans une optique pédagogique adaptée au public visé.

## Fonds
La collection du musée de l’Électricité ne se limite pas à ce qui est visible puisqu’elle dispose d’un fonds.
La priorité consiste à récupérer les éléments passibles d’être présentés sous forme d’exposition grâce à leurs restauration et conservation, tout en acquérant, préservant et en dressant l’inventaire des nouvelles pièces, qu’elles proviennent d’autres installations du pays entier ou des dons de particuliers.
De nos jours, le musée abrite une somme de biens meubles exposés, à savoir des chaudières, des turbo-alternateurs et des condensateurs des années 1930 à 1950, et compte dans son fonds des pièces et des équipements qui vont de la fin du XIXe à l’époque actuelle. Notamment, à titre de curiosité, une collection d’électroménagers, des appareils électriques, des éléments d’éclairage public et privé, en bois ou en fer, et leurs moules, des équipements de laboratoire, des valves, des maquettes, etc.

## Centre de documentation
Le centre de documentation du musée de l’Électricité entend s’établir en centre spécialisé favorisant l’étude et la connaissance de l’énergie, en particulier électrique. Il rassemble près de soixante mille volumes de documents sous divers formats (documents, plans, livres, vidéos, etc.) depuis 1848 à nos jours, mais encore plus de quatre-vingt-dix mille clichés et environ quinze mille ouvrages, la plupart consacrés à la filière électricité (tout aspect confondu : technique, constructif, économique, historique ou social), ainsi que des mémoires portant sur le patrimoine et l’archéologie industrielle, la muséologie, des thèmes de culture générale, sans oublier les encyclopédies et les publications périodiques.
Le centre de documentation œuvre à identifier et à incorporer des documents qui peuvent être consultés aussi bien sur place que sur le web, ainsi qu’à l’édition de mémoires relatifs à l’histoire de l'électricité au Portugal.

## Activités
Tout au long de l’année, le Musée de l’électricité accueille des activités qui sont organisées aussi bien dedans que dehors, notamment des expositions temporaires, le « Mois des sciences », des concerts, des conférences, pour n’en citer que quelques-unes.
Ainsi, la place du charbon n’est pas seulement le lieu d’accueil de ceux qui rendent visite au musée. Cet espace se transforme parfois en véritable salle d’expositions à l’air libre où se déploient toute sorte de manifestations diverses.

### Mois des sciences

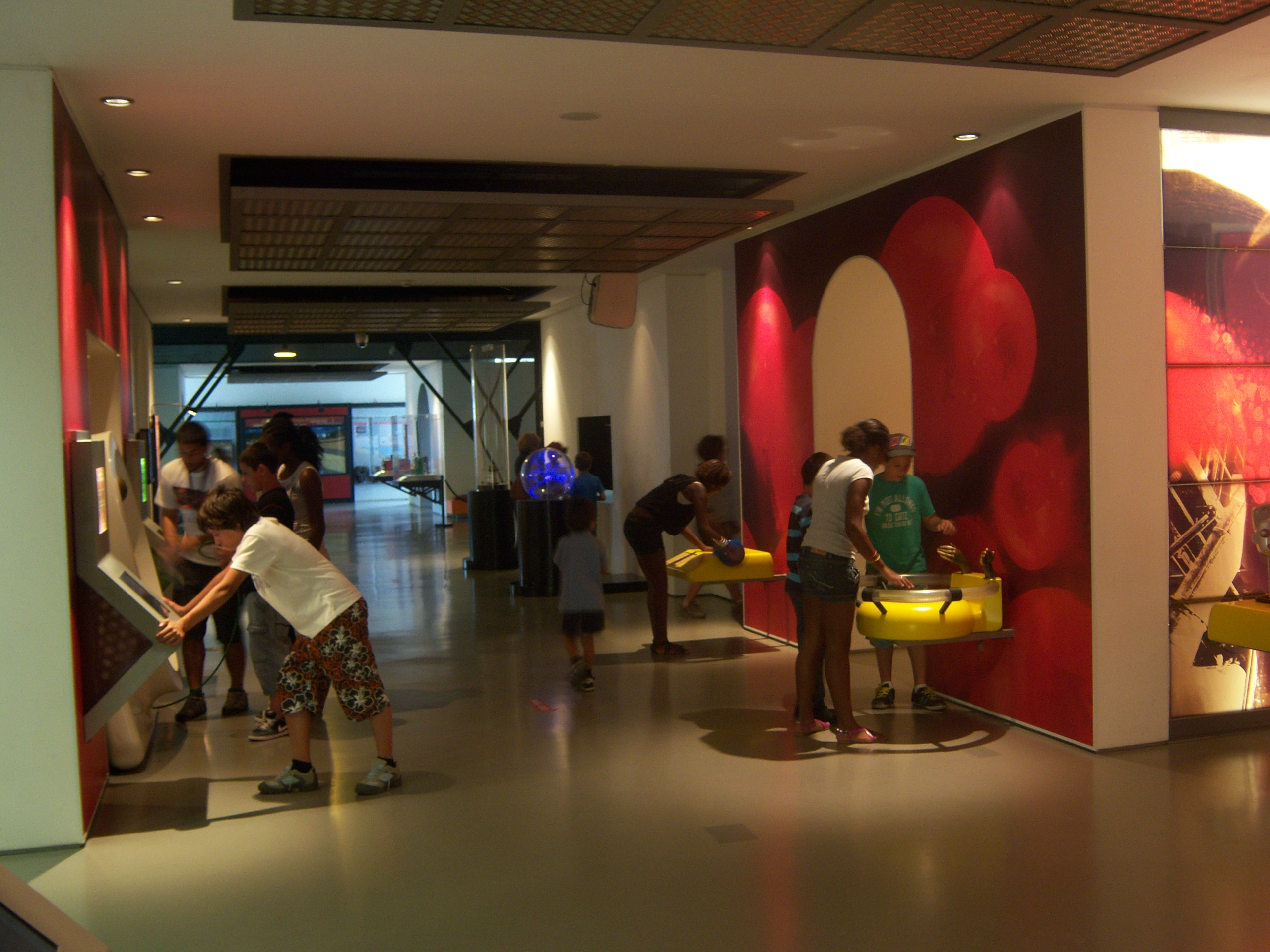
Salle des Épreuves, un espace de jeu et de diversion.

Pendant le mois de mai, la place du charbon accueille le « Mois des sciences », plusieurs activités étant organisées dans ce cadre. Quoique la plupart se soient déjà produites par le passé, la première édition de ces journées annuelles date de 2009. Plusieurs manifestations intègrent le programme du « Mois des sciences » : les Olympiades de la physique (compétition destinée aux jeunes étudiants) ; l’Exposition nationale des sciences ; la Fête des enfants ; le Festival solaire et le Rallye solaire. Exception faite des « Olympiades de la physique », promues par la Sociedade Portuguesa de Física (Société portugaise de physique), toutes les autres activités relèvent du musée de l’Électricité.

### Visites guidées
Le Musée de l’électricité propose des visites guidées pour tous ceux qui souhaiteraient comprendre avec plus de précision la production électrique au sein d’une centrale thermoélectrique. Les visites abordent encore la question des énergies renouvelables et incluent plusieurs expériences simples mais éducatives sur l’électricité ; les guides évoquent les sources d’énergie renouvelables, les expériences de production électrique dans les foyers, etc.

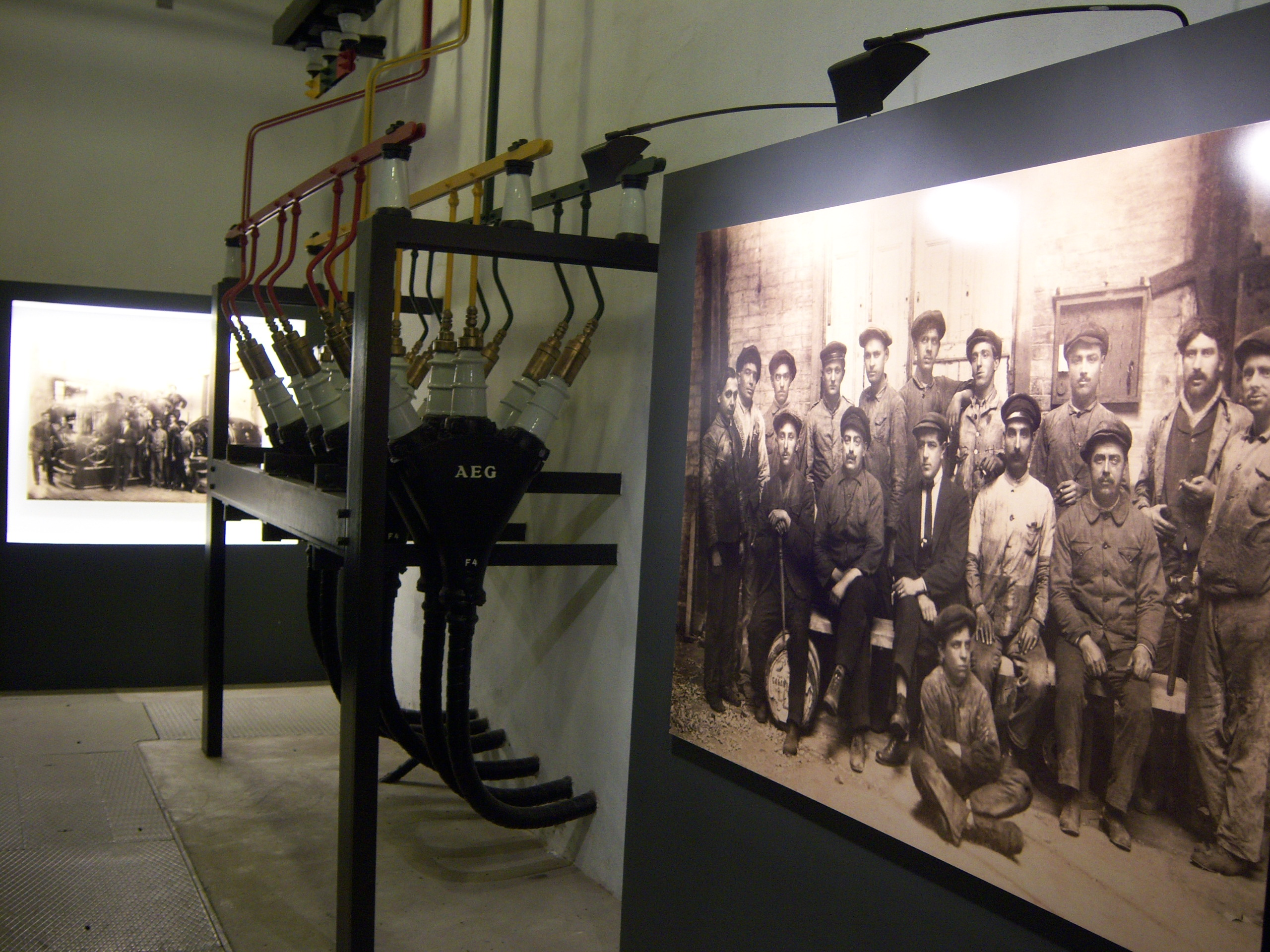
Salle des Condensateurs. Détail des disjoncteurs et l’exposition Visages de la « Central Tejo ».